# Pic masqué
Melanerpes chrysauchen
Espèce
Statut de conservation UICN

 LC  : Préoccupation mineure
Le Pic masqué (Melanerpes chrysauchen) est une espèce d'oiseaux de la famille des Picidae.

## Colorations
Le Pic masqué a une coloration vive. Elle ressemble à celle du Pic de Pucheran et du Pic splendide qui fut longtemps considéré comme une sous-espèce. Sa calotte est rouge et il a un front jaune. Il a aussi un trait large noir qui se jette dans les ailes de la même couleur. Son ventre est jaune sale barré de motif noir.

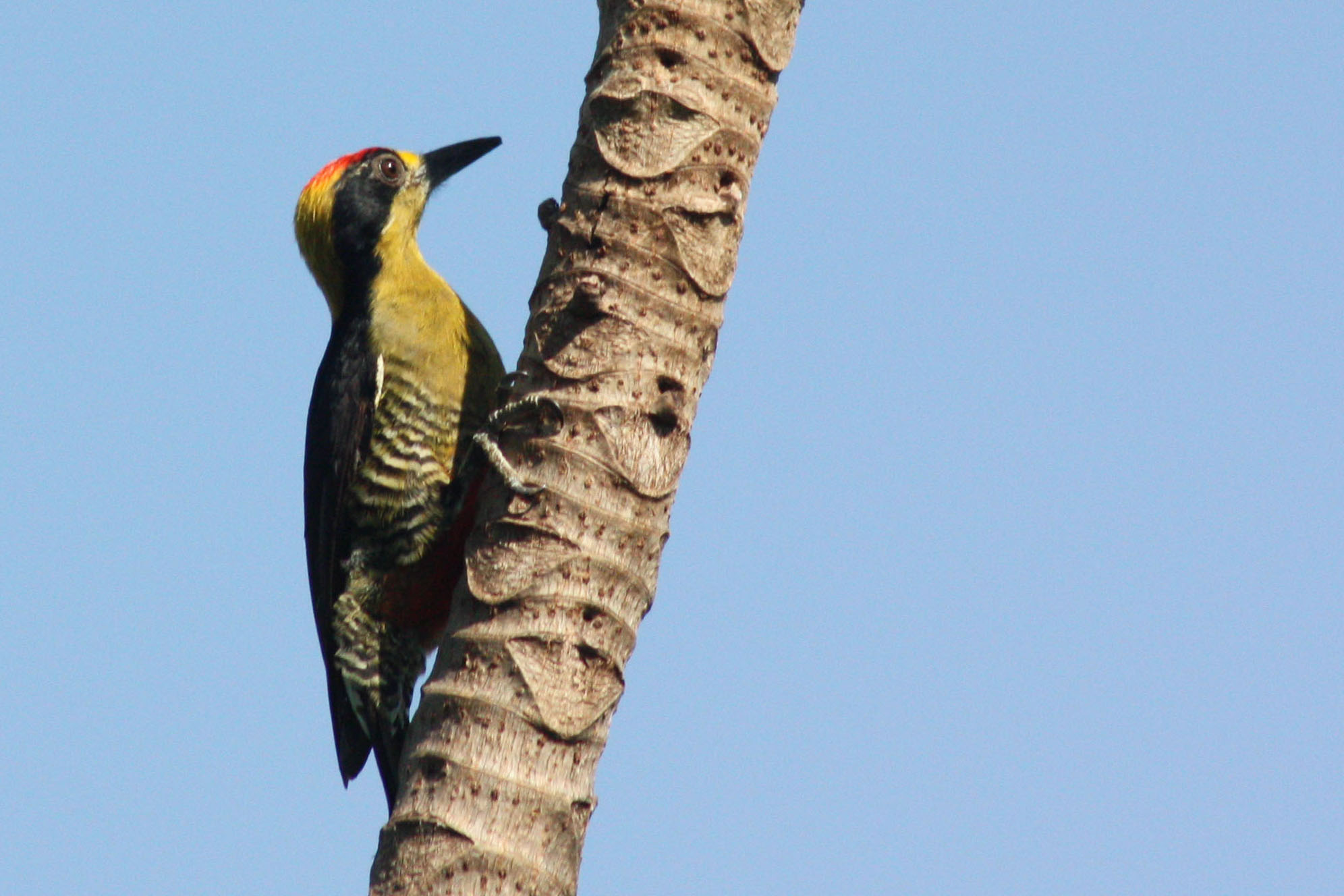
Pic masqué

## Habitat
Le pic masqué a une petite aire de répartition qui s'étend sur le sud du Costa Rica et l'ouest du Panamá. Il fréquente les forêts humides et pluviales de l'Amérique centrale, mais il fréquente aussi les zones semi-ouvertes comme les bordures de forêt.

## Comportement
Les pics masqués vivent en couple ou en groupe familiaux de 3 à 6 individus. On le voit surtout dans la partie haute des arbres (la canopée) en train de taper le bois pourri avec son bec à la recherche d'insectes. Il chasse aussi les insectes en vol pendant les soirées humides. Il est diurne et ne se déplace que le jour.

## Reproduction
Le pic masqué niche entre mars et juin. Il creuse le nid à deux. Sa construction dure environ deux semaines. La femelle pond 3 à 4 œufs. Les poussins restent au nid environ 33 à 34 jours, puis restent près du nid pendant trois mois. Un jeune de la première nichée peut aider les parents quand il y a une deuxième.

## Sous-espèces
D'après la classification de référence (version 5.2, 2015) du Congrès ornithologique international, cette espèce est monotypique (non divisée en sous-espèces).
Une ancienne sous-espèce (Melanerpes chrysauchen pulcher) a été séparée, et est désormais considérée comme une espèce à part entière, le Pic splendide (Melanerpes pulcher).